# وندمین
وندمین (به فرانسوی: Vendémian) یک کمون در فرانسه است که در Canton of Gignac واقع شده‌است.

## خصوصیات
وندمین ۱۶٫۸۹ کیلومترمربع مساحت و ۹۹۷ نفر جمعیت دارد و ۹۳ متر بالاتر از سطح دریا واقع شده‌است.